# ニュースにだまされるな!
ニュースにだまされるな!は朝日ニュースターの激論アリーナ枠内で放送されていた報道・討論番組である（現在終了）。

## 概要
「ニュースを疑ってかかる!!」をモットーに、最近の話題のニュースについて、各種報道番組はどのような真実を伝えているか、またそこから見えてくる課題とは何か、ニュースの裏側に隠された真実を有識者との討論を通して、読み解こうとするものである。
朝日ニュースターがテレビ朝日直営となることに伴う抜本的な番組改正に伴い、2012年3月で終了した。

## 放送日時
- 原則第1土曜22:00-24:00
- 再放送
  - 放送された週の日曜17:00-19:00
  - 放送された次週の水曜21:00-23:00
  - 同木曜14:00-16:00
  - 同金曜1:00-3:00

## 出演者
- 司会　金子勝（慶應義塾大学教授）
- アシスタント　中村うさぎ（コラムニスト・作家）
- その他テーマに沿った有識者数名